# Ruth Baker
Pour les articles homonymes, voir Baker.
Ruth Elizabeth Baker est une mathématicienne britannique, spécialisée en mathématiques appliquées et  biomathématique à l'Université d'Oxford dont les intérêts de recherche incluent la formation de modèles (en), la morphogenèse et la modélisation mathématique de la biologie cellulaire et de la biologie du développement.

## Formation et carrière
Baker a étudié les mathématiques au Wadham College d'Oxford et a obtenu un doctorat à l'Université d'Oxford en 2005. Sa thèse, intitulée Periodic Pattern Formation in Developmental Biology: A Study of the Mechanisms Involved in Somite Formation, a été supervisée conjointement par le biologiste Santiago Schnell (en) et le mathématicien Philip Maini, également directeur de thèse de Schnell.
Après des recherches postdoctorales en Allemagne, aux États-Unis et en Australie, financées par une bourse de recherche junior du UK Research Council, elle a repris un poste permanent à Oxford. Elle est professeure de mathématiques appliquées à l'Institut de mathématiques (en) de l'université d'Oxford et tutrice en mathématiques au St Hugh's College d'Oxford depuis 2010.

## Prix et distinctions
Baker a été lauréate 2014 du prix Whitehead de la London Mathematical Society « pour ses contributions exceptionnelles au domaine de la biologie mathématique ». Elle a reçu une bourse de recherche Leverhulme (en) pour son travail sur les « méthodes de calcul efficaces pour tester les hypothèses biologiques » en 2017.